# Balbir Singh Kullar
Balbir Singh Kullar (Sansarpur, 1942. augusztus 8. – Sansarpur, 2020. február 28.) olimpiai bronzérmes indiai gyeplabdázó. A sportsajtóban Balbir Singh I néven volt ismert.

## Pályafutása
Az 1966-os Ázsia-játékokon Bangkokban aranyérmet szerzett az indiai válogatottal. Tagja volt az 1968-as mexikóvárosi olimpián bronzérmes csapatnak.
A civil életben 1968-tól rendőrként tevékenykedett. 2001-ben magasrangú rendőrtisztként vonult nyugdíjba.

## Sikerei, díjai
- Olimpiai játékok
  - bronzérmes: 1968, Mexikóváros
- Ázsia-játékok
  - aranyérmes: 1966, Bangkok